# 楔尾鸥
楔尾鸥（学名：Rhodostethia rosea）为鸥科楔尾鸥属仅有的鸟类。在中国大陆，分布于辽宁等地。
注意：以上内容有误，请参照英文内容。